# Bonów (gmina)
Gmina Bonów – dawna gmina wiejska funkcjonująca w latach 1941–1944 pod okupacją niemiecką w Polsce. Siedzibą gminy był Bonów.
Gmina Bonów została utworzona przez władze hitlerowskie z terenów okupowanych przez ZSRR w latach 1939–1941 (vid rejony krakowiecki i jaworowski), stanowiących przed wojną gminę Szutowa (bez Porudenka) oraz część gminy Ożomla Mała (Siedliska) w powiecie jaworowskim w woj. lwowskim (obie gminy zniesiono pod okupacją).
Gmina weszła w skład powiatu lwowskiego (Kreishauptmannschaft Lemberg), należącego do dystryktu Galicja w Generalnym Gubernatorstwie. W skład gminy wchodziły miejscowości: Bonów, Lubienie, Morańce, Porudno, Sarny, Siedliska, Szutowa i Wulka Rosnowska.
| Miejscowości / gromady                            | Rejon w ZSRR (1939–1941) | Gmina (II RP) | Powiat (II RP) |
| ------------------------------------------------- | ------------------------ | ------------- | -------------- |
| Bonów, Lubienie, Morańce, Sarny i Wólka Rosnowska | krakowiecki              | Szutowa       | jaworowski     |
| Porudno i Szutowa                                 | jaworowski               | Szutowa       | jaworowski     |
| Siedliska                                         | jaworowski               | Ożomla Mała   | jaworowski     |

Po wojnie obszar gminy włączono do ZSRR.